# Киевка (Краснодарский край)
Киевка (также Богородицкий) — хутор в Гулькевичском районе Краснодарского края России. Входит в состав Отрадо-Ольгинского сельского поселения.

## География

### Улицы
- ул. Калинина,
- ул. Ленина,
- ул. Чапаева[5].

## История
По состоянию на 1926 год хутор Богородицкий в административном отношении входил в состав Ново-Михайловского сельсовета Григорополисского района Армавирского округа Северо-Кавказского края; в населённом пункте насчитывалось 121 хозяйство, число жителей составляло 554 человека (в том числе 511 украинцев, 42 русских, 23 казака).

## Население
| 2002 | 2010 |
| ---- | ---- |
| 454  | ↘172 |